# Libéralisme planifié
Le libéralisme planifié était le nom de la doctrine économique camerounaise mise en œuvre par le président Ahidjo. Cette doctrine avait pour but de concilier le capitalisme et le socialisme. Elle a été mise en œuvre au Cameroun à partir de 1965, après l'abandon officiel par le pays du socialisme africain jusque vers le milieu des années 1980 et l'accession de Paul Biya au pouvoir. C'est une doctrine fortement interventionniste et nationaliste.

## Concept
Dans le libéralisme planifié, l'État définit les axes économiques stratégiques, gère les ressources naturelles et encadre les investissements étrangers pour les diriger dans des secteurs géographiques ou économiques spécifiques. L'État se substitue à une initiative privée supposée défaillante dans certains secteurs, jugés prioritaires par le pouvoir politique. Dans ce cadre, de nombreuses coentreprises ont été établies avec des investisseurs étrangers.
L'investissement privé camerounais est encouragé dans tous les secteurs car le développement économique doit être endogène. C'est la mise en œuvre d'un nationalisme économique « par le peuple et pour le peuple camerounais ».

## Applications pratiques

### Agriculture et agro-industries
En 1972, le gouvernement camerounais décide que la priorité économique sera l'agriculture et lance la « révolution verte ». L'objectif est d'atteindre l'autosuffisance alimentaire.
L'État investit massivement dans des cultures de rente, comme le cacao ou le café grâce aux revenus de la rente pétrolière et à l'endettement. Une caisses de stabilisation des prix est créée pour nombre de matières premières, il s'agit de l'office national de commercialisation des produits de base (ONCPB).
C'est ainsi que les sociétés SOCAPALM (palmier à huile) ou HEVECAM (caoutchouc) bénéficieront d'investissements publics massifs qui déboucheront sur des résultats très modestes, notamment une très faible productivité, et qui ne devront leur survie qu'à l'assistance financière des bailleurs de fonds internationaux.
Un plan en faveur du développement de la culture du riz sera mis en œuvre dans la province du Nord dont est originaire le président. Bien que les débuts ont été prometteurs, le plan SEMRY sera rapidement un échec du fait des coûts de revient prohibitifs du riz (50 % au-dessus des cours mondiaux) et de la stagnation de la production malgré des investissements publics massifs.
Les productions de sucre, de blé, d'engrais ou de peau ne connaitront pas de meilleurs destins et malgré des aides massives de l'État, les projets, souvent mal dimensionnés, connaitront plus ou moins rapidement la faillite.

### Industrie
Dans le cadre de la planification économique, le gouvernement créa en 1974 avec un papetier autrichien la société CELLUCAM, dont le but était la fabrication de papier. Les investissements publics y furent massifs (120 milliards de FCFA). L'usine fut prête à produire au début de l'année 1982. Du fait d'accidents industriels en série, quasiment aucune production n'était sortie en 1983 et l'entreprise était au bord de la faillite. Le projet, mal conçu dès l'origine se révéla un gouffre financier. CELLUCAM est le plus gros investissement public de la période et l'exemple type d'éléphant blanc au Cameroun.
L'État investit aussi massivement dans une raffinerie, la SONARA. Bien que prévenu par les bailleurs internationaux du manque de rentabilité d'un tel projet, la raffinerie ouvrit en mai 1981. Les prix du carburant, fixés par l'État, furent augmentés afin de permettre à la SONARA de survivre deux mois après son ouverture, pénalisant ainsi l'économie camerounaise.

## Conséquences

### Conséquences générales
Le manque de transparence dans la gestion de la rente pétrolière a développé la corruption. Les investissements de l'État se sont généralement révélés peu pertinents et de nombreuses entreprises d'État se rapidement révélées être des éléphants blancs et ont rapidement fait faillite. Toutefois, une minorité a profité de la mainmise de l'État sur certains secteurs économiques pour se « placer ».
Il semble également que la planification était peu efficiente. Le coût des emplois créés était parfois démesuré dans certains secteurs.

### Dette
De 1973 à 1983, la dette de Cameroun a été multipliée par 8, passant de 431,4 millions de dollars US à 3 367,4 millions de dollars US. Le service de la dette atteint alors 20 % du budget de l'État.

### Infrastructures
Durant cette période, les infrastructures ont très peu bénéficié d'investissements publics, notamment pour des raisons politiques. Ainsi, ce n'est qu'à l'arrivée de Paul Biya que les deux principales villes du pays, Douala et Yaoundé seront reliées par une route bitumée, bitumage qui avait été déjà programmé et impulsé par le président Ahidjo avant sa démission.

## Sources

### Documentation
- Cameroun : les avatars d'un libéralisme planifié -  Politique africaine - no 18 - Juin 1985 [PDF]
- Cameroun : du développement autocentré au national-libéralisme -  Politique africaine - no 22 - Juin 1986 [PDF]